# فيلقية غير متساوية
فيلقية غير متساوية (الاسم العلمي: Legionella anisa) هي نوع من البكتيريا يتبع جنس الفيلقية من الفصيلة الفيالقية.